# Frankenlandschule Walldürn

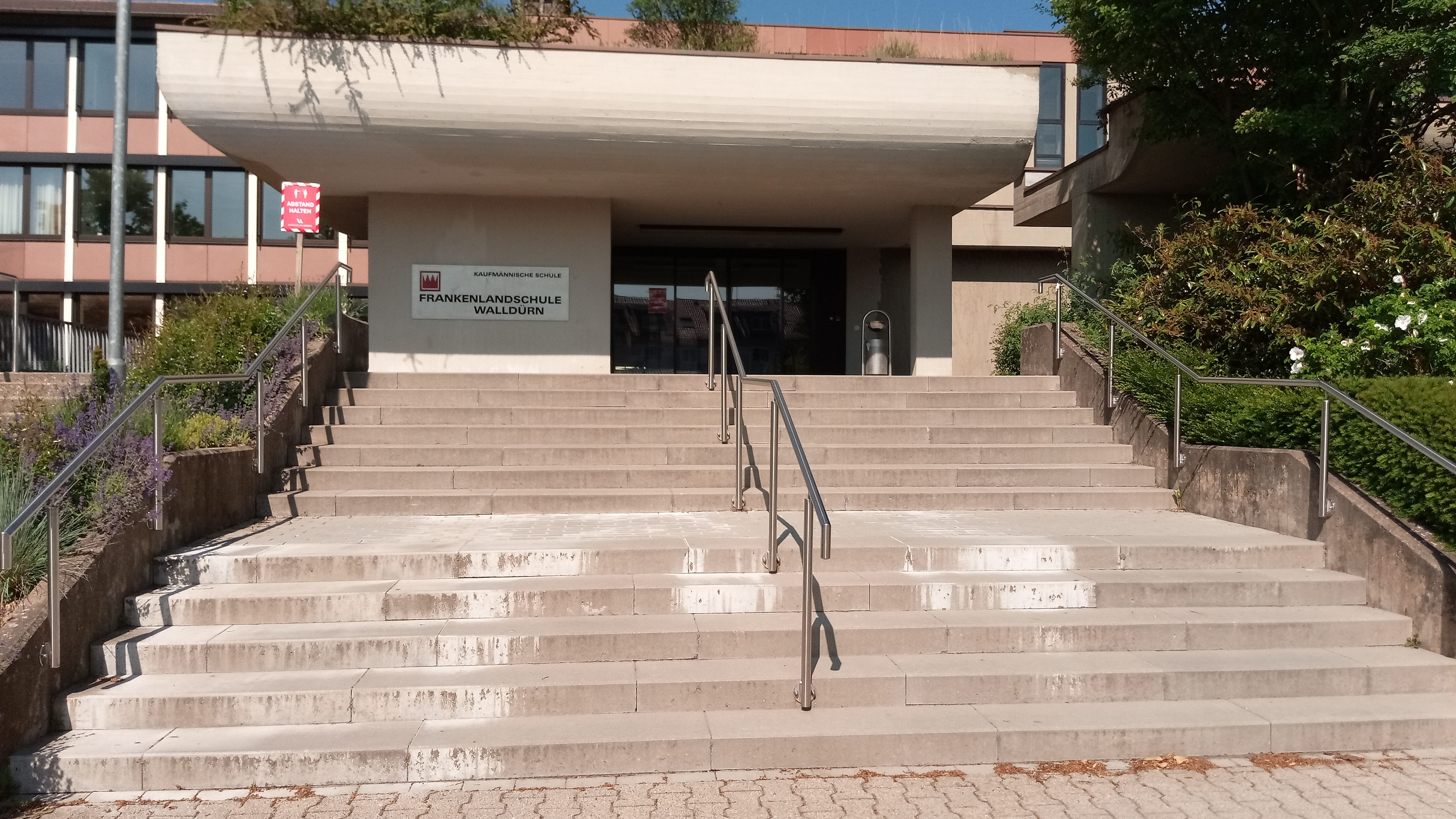
Haupteingang der Frankenlandschule

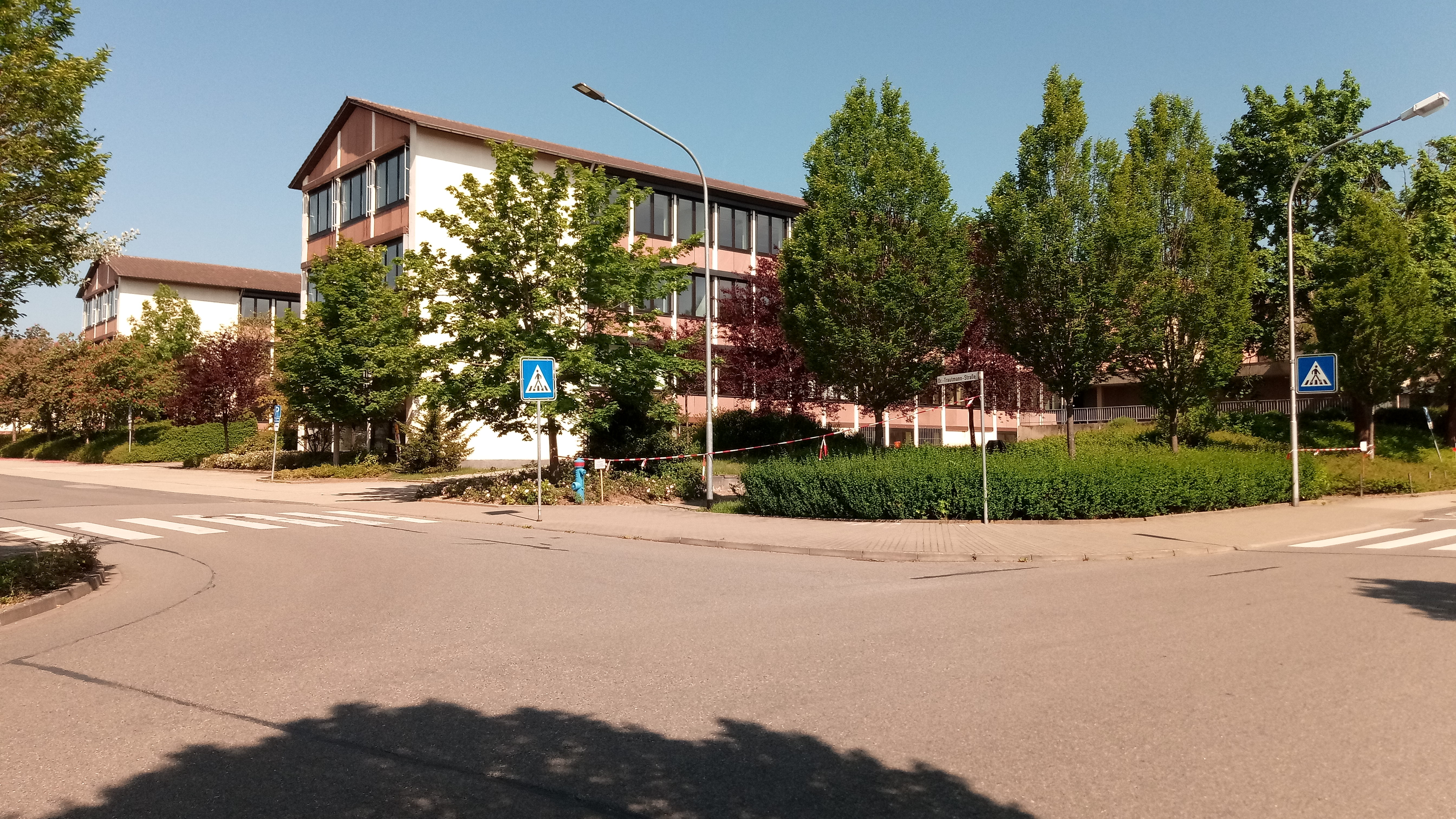
Schulgebäude

Die Frankenlandschule Walldürn umfasst fünf verschiedene Schularten der berufsbildenden Schulen mit einem Angebot an Voll- und Teilzeitschulen. Schulträger der Kaufmännischen Schule in Walldürn ist der Neckar-Odenwald-Kreis im nordöstlichen Baden-Württemberg.

## Geschichte

### Schule
Von den Anfängen des berufsbildenden Schulwesens in Walldürn bis zum Zweiten Weltkrieg
Bereits seit 1865 gab es in Walldürn eine Gewerbeschule. 1926 wurde mit der Eröffnung einer „Handelslehranstalt“ in den Räumen der Volksschule auch eine kaufmännische Schule eingerichtet. Im Jahre 1928 begann der Unterricht der kaufmännischen Berufsschule. 1938 folgte die Eröffnung der „Höheren Handelsschule“. Während des Zweiten Weltkrieges wurde der Schulbetrieb eingestellt.
Wiederaufnahme des Schulbetriebs nach dem Krieg
Mit einer Genehmigung durch die amerikanische Militärregierung durften die Kaufmännische Berufsschule und die Höhere Handelsschule ab 1946 wieder unterrichten. Im Jahre 1952 wurde eine „Wirtschaftsoberschule“ eröffnet. 1956 erfolgte ein Neubau des Schulgebäudes für die Wirtschaftsoberschule. 1971 wurde eine Sporthalle errichtet. 1980 konnte ein Erweiterungsbaus der Frankenlandschule eingewiehen werden.
Die Frankenlandschule im 21. Jahrhundert
Im Jahre 2002 feierte man das 50-jährige Bestehen des Wirtschaftsgymnasiums an der Frankenlandschule. An der schulischen Sporthalle wurden von 2017 bis 2018 umfangreiche Renovierungsarbeiten vorgenommen.

### Schulleitung
Liste der Schulleiter
| Amtszeit  | Schulleiter         |
| --------- | ------------------- |
|           | Reinulf Katzenmaier |
| 1998–2011 | Jürgen Schmeiser    |
| 2011–2018 | Felicitas Zürn      |
| seit 2018 | Torsten Mestmacher  |

Aktuelles Schulleitungsteam
| Schulleitungsmitglied | Funktion und Ansprechpartner                                                               |
| --------------------- | ------------------------------------------------------------------------------------------ |
| Torsten Mestmacher    | Schulleiter und Abteilungsleiter Wirtschaftsgymnasium (WG)                                 |
| Frank Stephan         | Stellvertretender Schulleiter                                                              |
| Andreas Mackert       | Leiter Berufsfachschule Wirtschaft (BFW), Berufskolleg I und II (BK I u. II)               |
| derzeit vakant        | Leiter Kaufmännische Berufsschule (KBS) und KBS mit Zusatzqualifikation Fachhochschulreife |

## Schularten und Schulabschlüsse

### Vollzeitschulen
An der Frankenlandschule Walldürn existieren folgende Vollzeitschulen:
Vorbereitungsjahr Arbeit und Beruf ohne Deutschkenntnisse (VABO)
- Dauer: Mindestens ein Jahr.
- Abschluss: Ein Schulabschluss wird nicht angestrebt. Das VABO-Schuljahr endet mit einer Deutschprüfung, die maximal das Sprachniveau B1 prüft. Im Anschluss besteht die Möglichkeit, je nach anerkanntem Schulabschluss aus dem Heimatland, eine weitere berufliche Vollzeitschule zu besuchen, um einen deutschen Schulabschluss zu erlangen.
- Merkmale: Überwiegend jugendliche Migranten ohne Deutschkenntnisse erhalten ein gezieltes Sprachförderangebot mit dem Schwerpunkt Deutsch.[10]

Zweijährige Berufsfachschule Wirtschaft (2BFW)
- Dauer: zwei Jahre
- Abschluss: Fachschulreife (Mittlere Reife)

Die Wirtschaftsschule ist eine zweijährige Berufsfachschule mit kaufmännischer Ausrichtung.
Sie bereitet ihre Schüler durch eine breite allgemeine und kaufmännische Bildung auf einen Beruf oder den Besuch einer weiterführenden beruflichen Schule, z. B. des Wirtschaftsgymnasiums oder des Berufskollegs, vor. Wer die Abschlussprüfung der Wirtschaftsschule besteht, erhält die Fachschulreife, die den Realschulabschluss (Mittlere Reife) einschließt. Die Schüler können zwischen den Profilen Übungsfirma sowie Präsentation und Medien wählen.
Kaufmännisches Berufskolleg I und II (BK I u. II)
(mit dem Profil Wirtschaftsinformatik)
- Dauer: jeweils ein Jahr
- Berufskolleg I: Berufsvorbereitung und anschließender Zugang zum Berufskolleg II
- Abschluss Berufskolleg II und Berufskolleg Wirtschaftsinformatik: Fachhochschulreife und Staatl. Geprüfter Wirtschaftsassistent

Das Kaufmännische Berufskolleg I soll Schülern mit einem mittleren Bildungsabschluss
innerhalb eines Jahres die fachtheoretischen und praktischen Grundkenntnisse für Tätigkeiten in Wirtschaft und Verwaltung vermitteln und die Allgemeinbildung vertiefen. Die Juniorenfirma „SEAL“ wird von einer Klasse betreut; seit dem Schuljahr 2012 / 2013 wird auch eine Übungsfirmenklasse angeboten.
Die Ausbildung am Kaufmännischen Berufskolleg II soll vertiefte fachtheoretische und fachpraktische
Kenntnisse vermitteln und die Absolventen zur selbständigen Wahrnehmung kaufmännischer
und verwaltender Tätigkeiten befähigen. Bei erfolgreichem Bestehen der Abschlussprüfung erhalten die Schüler die
Fachhochschulreife.
Das Kaufmännische Berufskolleg Wirtschaftsinformatik ist eine zweijährige Vollzeitschule, die auf
einem qualifizierten Realschulabschluss bzw. auf einer qualifizierten Fachschulreife aufbaut und eine
Ausbildung für Tätigkeiten in Wirtschaft und Verwaltung anbietet, die von der Informatik geprägt sind.
Die Ausbildung am Berufskolleg soll fachtheoretische und fachpraktische Kenntnisse vermitteln, die
die Absolventen befähigen, kaufmännische und verwaltende Tätigkeiten in informationstechnologisch
geprägten Aufgabenfeldern zu bewältigen. Zugleich soll sie die Allgemeinbildung erweitern.
Im Kaufmännischen Berufskolleg Wirtschaftsinformatik kann durch den Besuch des Zusatzunterrichts die Berufsbezeichnung „Staatlich geprüfter Wirtschaftsassistent“ erworben werden. Bei erfolgreichem Bestehen der Abschlussprüfung erhalten die Schüler ebenfalls die Fachhochschulreife zuerkannt.
Wirtschaftsgymnasium (WG)
(mit den Profilen Wirtschaft und Internationale Wirtschaft)
- Voraussetzungen: Mittlere Reife/Fachhochschulreife
- Dauer: drei Jahre
- Abschluss: Abitur

Das Wirtschaftsgymnasium Walldürn ist ein berufliches Gymnasium der dreijährigen Aufbauform. Es beginnt mit der Eingangsklasse (ehemals Klasse 11 genannt) und endet nach der Jahrgangsstufe 2 (ehemals Klassenstufe 13) mit dem Abitur. Seit dem Schuljahr 2011 / 2012 besteht die Möglichkeit das Profil Internationales Management zu wählen, bei welchem ein Teil des Unterrichts in englischer Sprache erfolgt. Weiterhin schließt ein einwöchiges Betriebspraktikum an. Darüber hinaus kann in der Eingangsklasse vertiefend das Fach Wirtschaftsinformatik gewählt werden. Neben einer fundierten Allgemeinbildung ist das Wirtschaftsgymnasium durch Bildungsgüter aus den Wirtschaftswissenschaften und den Sozialwissenschaften geprägt. Einblicke und gründliche Kenntnisse in diesen Bildungsinhalten werden heute in einer modernen Industriegesellschaft vorausgesetzt.

### Teilzeitschulen
Kaufmännische Berufsschule (KBS)
Als Teilzeitschule existiert die Kaufmännische Berufsschule für Auszubildende in den Berufen:
- Industriekauffrau/Industriekaufmann
- Kauffrau/Kaufmann für Büromanagement
- Einzelhandelskauffrau/Einzelhandelskaufmann
- Verkäuferin/Verkäufer
- Kaufmann/Kauffrau für IT-Systemmanagement

Die Ausbildung dauert in der Regel drei Jahre und endet mit einem Abschluss in einem anerkannten Ausbildungsberuf.
Im Rahmen des Erasmus-Programms können Auszubildende seit dem Schuljahr 2012 / 2013 für drei Wochen nach Guildford/England reisen. Ein dreiwöchiges betriebliches Praktikum gekoppelt mit einem mehrtägigen College-Besuch soll neben der Vertiefung von Sprachkenntnissen auch einen Blick in Unternehmen außerhalb Deutschlands ermöglichen.

## Besonderheiten
Im Bereich der Internationalisierung und Digitalisierung weist die Schule folgende Besonderheiten auf:

### Erasmusprojekt
Die Schüler der Berufsschule können ein mehrwöchiges Praktikum in England absolvieren. Der Aufenthalt dient dem Spracherwerb, dem Erwerb von Kenntnissen über das Arbeitsleben in England und dem interkulturellen Austausch. Das Projekt wird finanziell durch die Europäische Union und das Erasmus-Programm gefördert.

### Tablet-Modellschule
Die Frankenlandschule wurde vom Kultusministerium Baden-Württemberg ausgewählt, um seit dem Schuljahr 2016/2017 am Schulversuch zum Einsatz von Tablets im Unterricht teilzunehmen. Mit dieser Initiative sollen moderne Arbeitsweisen der Berufswelt in die Klassenzimmer gebracht und die Lebenswirklichkeit der Schüler aufgegriffen werden. Um den Effekt von Tablets auf die Lernprozesse zu erforschen, wird der Schulversuch vor allem in den Fächern Mathematik, dem Profilfach Wirtschaft und den Sprachen wissenschaftlich begleitet.

## Schulleben

### Arbeitsgemeinschaften
Im schulischen Umfeld werden folgende Arbeitsgemeinschaften angeboten: Ein Planspiel Börse, eine Volleyball-AG, eine Kletter-AG, eine Biologie-AG und eine Chinesisch-AG.

### Übungsfirmen der Frankenlandschule
Eine Übungsfirma ist eine Einrichtung, in der Schüler einer Klasse ein simuliertes Unternehmen führen. Sie handeln zusammen mit anderen Übungsfirmen mit virtuellen Waren und Geld. Diese Rechtsgeschäfte sind jedoch nichtig.
Die Übungsfirmen der Schule nennen sich: Marsbacher GmbH (Übungsfirma in der Wirtschaftsschule; Patenfirma: Seitenbacher GmbH, Buchen) und Zweiradbande GmbH (Übungsfirma in der Wirtschaftsschule; Patenfirma: Zweirad Kreis GbR, Walldürn).

### Juniorenfirma
Der wesentliche Unterschied zwischen einer Übungs- und einer Juniorenfirma besteht darin, dass die Juniorenfirma real am Marktgeschehen teilnimmt, mit Kapital arbeitet und mit echten Produkten handelt, was wirtschaftlichen Erfolg, aber auch die Gefahr mit sich bringt, betriebswirtschaftlich zu scheitern.
Außerdem ist eine Juniorenfirma in ihrer Ablauf- und Aufbauorganisation wie ein kleines Unternehmen aufgebaut und fördert somit die beruflichen Qualifikationen der Schüler durch praktische Erfahrungen (z. B. Planung und Umsetzung von Marketingaktionen). Die Juniorenfirma SEAL (= sell and learn) betreibt seit dem Schuljahr 2009/2010 ein Bistro zur Versorgung von Schülern und Lehrern mit warmen und kalten Speisen sowie Getränken.

### Fremdsprachen
In der kaufmännischen Frankenlandschule Walldürn werden folgende Fremdsprachen angeboten: Englisch, Spanisch und Französisch. Die Schüler des Wirtschaftsgymnasiums können am Ende der Eingangsklasse an einer Sprachreise nach Irland (Galway) teilnehmen.

### Kulturelle Veranstaltungen
Die Schüler können schulübergreifend an einer Kunstexkursion nach Hamburg teilnehmen. Daneben haben die Schüler die Möglichkeit Theater-, Tanz- oder Musicalvorstellungen kennen zu lernen.

### Sport
Den Schülern steht ein Fitnessraum zur Verfügung. Im Wirtschaftsgymnasium können die Schüler ein Sportprofil wählen. In der Jahrgangsstufe 1 wird dann ein Seminarkurs angeboten, der eine einwöchige Skiausfahrt einschließt.

### Unterstützungssysteme
Die Frankenlandschule bietet folgende Arten der Unterstützung an: Schulsozialarbeit, Beratung im Übergang Schule-Beruf, Individuelle Förderung, Stützunterricht, Jugendbegleiterprogramm, Beratungslehrer und die Oberstufenberatung.

### Förderverein
Der Verein der Freunde der Frankenlandschule Walldürn ist eine Gemeinschaft von Eltern, Ausbildern, Lehrern, Schülern, Ehemaligen und sonstigen mit der Schule verbundenen Personen. Der Verein hat sich zur Aufgabe gestellt, unter anderem folgende Aktivitäten zu unterstützen und zu bezuschussen: Schullandheimaufenthalte, Studienfahrten und Jahresausflüge, Theateraufführungen, Besuche kultureller Veranstaltungen, Chor- und Sporttage, wirtschaftspolitische Fachvorträge in Zusammenarbeit mit regionalen Unternehmen, Betriebserkundungen, Schüleraustausch mit dem Ausland und der Partnerschule in Zittau, Abschlussfeiern sowie Schulfeste und Tage der offenen Tür.

## Ehemalige Schüler
- Gudrun Engel (Wirtschaftsgymnasium), Journalistin
- Rolf Miller (Wirtschaftsgymnasium), Kabarettist[42]